# Camille Beuve
Camille Edmond Ganel dit Camille Beuve ou Ganel-Beuve, né le 26 août 1871 à Maray (Loir-et-Cher) et mort le 3 septembre 1946 au Kremlin-Bicêtre (Val-de-Marne), est un acteur de théâtre et de cinéma français.
Il fut aussi auteur dramatique sous son vrai nom, Camille Ganel.

## Théâtre

### Comédien
- 1896 : Nana, pièce en trois actes de William Busnach d'après le roman d'Émile Zola, au théâtre des Menus-Plaisirs (2 mai) : le comte de Muffat
- 1896 : La Négrillonne, comédie-bouffe en trois actes de Durandès et Émile Carré, au théâtre des Menus-Plaisirs (1er juillet) : Gerval
- 1899 : Le Chemineau, drame en cinq actes de Jean Richepin, au théâtre Montparnasse : le chemineau
- 1926 : Amilcar, pièce en un acte de Philippe Fauré-Frémiet, au théâtre Michel (12 février) : Amilcar
- 1926 : Les Visages de l'Ombre, pièce en trois actes et quatre tableaux d'Augustin Sandry, au théâtre du Palais-Royal (31 mai) : le professeur Farge
- 1927 : Le Courrier de Lyon, drame en cinq actes de Paul Siraudin et Alfred Delacour, au théâtre Montparnasse (avril) : Joseph Lesurques / André Dubosc
- 1927 : La Machine à calculer, spectacle en huit tableaux d'Elmer Rice, adaptation française de Léonie Jean-Proix, mise en scène de Gaston Baty, au studio des Champs-Elysées (15 novembre) : le lieutenant Charles
- 1943 : Mon curé chez les riches, pièce en cinq actes d'André de Lorde et Pierre Chaine, au théâtre de la Porte Saint-Martin (décembre)

### Auteur
- 1906 : Entre les deux, comédie en un acte, au théâtre de Grenelle (13 avril)[2]
- 1907 : Faust, drame fantastique en cinq actes et douze tableaux d'après l'oeuvre de Goethe, avec la collaboration d'Henri Carbonnelle, musique de scène extraite du Faust de Charles Gounod, au théâtre Montparnasse (9 février)[3]
- 1907 : Prostitution !, drame en cinq actes et sept tableaux, avec la collaboration d'Henri Carbonnelle, au théâtre de Grenelle (7 décembre)[4]
- 1911 : Jim Cockson and C° London's detectives, comédie en un acte, au théâtre de la Gaîté-Montparnasse (11 novembre)[5]
- 1920 : Oui, mais Léon embrasse mieux, comédie en un acte, au théâtre de Belleville (21 mai)

## Filmographie
- 1909 : Fleur de pavé de Michel Carré et Albert Capellani
- 1922 : L'Ouragan sur la montagne de Julien Duvivier : Lord Barnett
- 1923 : Le Reflet de Claude Mercœur de Julien Duvivier : le docteur Vautier
- 1923 : Le Vol de Robert Péguy : Graham
- 1924 : Kithnou de Robert Péguy et Henri Etiévant : le baron de Rochecreuse
- 1924 : Paul et Virginie de Robert Péguy : Bernardin de Saint-Pierre
- 1925 : Napoléon d'Abel Gance : le docteur Guillotin
- 1931 : L'Aiglon de Victor Tourjansky : le général Hartmann
- 1933 : Topaze de Louis Gasnier : le maître-chanteur
- 1933 : Rien que des mensonges de Karl Anton : Saint-Archange
- 1934 : Le Paquebot Tenacity de Julien Duvivier : la mère de Ségard
- 1935 : Pasteur de Sacha Guitry : Joseph Lister
- 1939 : La Fin du jour de Julien Duvivier : Berthelin
- 1942 : Forte Tête de Léon Mathot : Dubonneau
- 1943 : Le Comte de Monte-Cristo de Robert Vernay : le capitaine Coclès
- 1945 : Le Père Goriot de Robert Vernay